# Roger Bertemes
Roger Bertemes (* 4. Juli 1927 in Bögen bei Clerf, Luxemburg; † 28. November 2006) war ein luxemburgischer Maler. Er zählte zu den wichtigsten nicht gegenständlichen Malern Luxemburgs.

## Leben
Ab 1961 studierte Bertemes die Techniken des Radierens im Atelier von Johnny Friedlaender in Paris und stellte regelmäßig an zahlreichen internationalen Plätzen aus – darunter in Brasilien, in Argentinien in Deutschland, in Italien, in Belgien, in den Niederlanden, in Kroatien, in Frankreich.
Von 1970 bis 1987 war Bertemes Leiter des Ateliers für Druckgrafik am Lycée technique des Arts et Métiers in Luxemburg, Abteilung Beaux-Arts.
Er illustrierte über 40 Bücher verschiedenster Autoren und Lyriker (u. a. Edmond Dune, Victor Fenigstein, Emile Hemmen, Gaspar Hons, Félix Molitor, Anise Koltz, Nic Klecker, Nic Weber, René Welter, André Doms, Arthur Praillet, André Schmitz, Andrée Chedid, Philippe Delaveau, Jean-Pierre Geay, Denise Grappe, Eugène Guillevic, Guy Marester, Jean-Claude Renard, Joseph Paul Schneider, Michel Seuphor, Carlo Della Corte, Luigi Mormino, Franco Prete).
Seine Söhne sind der Prähistoriker François Bertemes (* 1958) und der Fotograf Paul Bertemes (1953–2024).

## Auszeichnungen
- 1960: Prix Grand-Duc Adolphe
- 1969: Biennale de la Gravure, Buenos Aires
- 1989: Prix Biennale Male Formy Grafiki, Lodz, Polen[1]
- 1992: Prix Pierre Werner

## Sammlungsbestände (Auswahl)
- Luxemburg
- Sammlung der Stadt Luxemburg
- Luxemburgische Nationalbibliothek
- Sammlung der Stadt Esch-Uelzecht
- Library of Congress, Washington
- Kirchenfenster in Beggen, Betzder, Sassenheim und Lampech
- Bibliothèque nationale de France, Paris
- Museo d'Arte Moderns, Venedig
- Museum für moderne Kunst, Skopje
- Museum of Arts, Dublin
- Galeria Klovicevi Dvori, Zagreb[1]
- Bibliothèque Municipale d'Angers